# Fußball-Club Bayern München II
Il Fußball-Club Bayern München II, noto in italiano come Bayern Monaco II, è la squadra riserve della società calcistica tedesca del Bayern Monaco. Milita nella Regionalliga, il quarto livello del calcio tedesco, e disputa le proprie gare interne nel Grünwalder Stadion.
Fino al 2005 era noto come Fußball-Club Bayern München Amateure.
Nel 2003-2004 e nel 2019-2020 ha vinto rispettivamente la Regionalliga (all'epoca terzo livello del campionato) e la 3. Liga, ma, vista la sua natura di squadra riserve, non ha avuto diritto alla promozione in seconda divisione.

## Palmarès

### Competizioni nazionali
- 3. Liga: 1

2019-2020

### Competizioni regionali
- Regionalliga Süd: 1

2003-2004
- 2. Amateurliga Bayern: 1

1956
- Landesliga Bayern-Süd: 2

1968; 1973
- Regionalliga Bayern: 2

2014; 2019
- Bayerischer Toto-Pokal: 1

2002
- Oberbayern Cup: 3

1995; 2001; 2002

### Altri piazzamenti
- Oberliga Bayern:

Secondo posto: 1958; 1961; 1983; 1984; 1987
- Regionalliga Bayern:

Secondo posto: 2013; 2015; 2017; 2018
- Bayerischer Toto-Pokal:

Secondo posto: 1995

## Statistiche e record

### Partecipazione ai campionati

#### Dal 1994
| Stagione | Divisione           | Posizione | Coppa            |
| -------- | ------------------- | --------- | ---------------- |
| 1994-95  | Regionalliga Süd    | 7         | Quarti di finale |
| 1995-96  | Regionalliga Süd    | 13        | Turno 1          |
| 1996-97  | Regionalliga Süd    | 8         | Non qualificata  |
| 1997-98  | Regionalliga Süd    | 6         | Non qualificata  |
| 1998-99  | Regionalliga Süd    | 8         | Non qualificata  |
| 1999-00  | Regionalliga Süd    | 5         | Non qualificata  |
| 2000-01  | Regionalliga Süd    | 9         | Non qualificata  |
| 2001-02  | Regionalliga Süd    | 10        | Non qualificata  |
| 2002-03  | Regionalliga Süd    | 4         | Turno 1          |
| 2003-04  | Regionalliga Süd    | 1         | Non qualificata  |
| 2004-05  | Regionalliga Süd    | 6         | Quarti di finale |
| 2005-06  | Regionalliga Süd    | 11        | Non qualificata  |
| 2006-07  | Regionalliga Süd    | 8         | Non qualificata  |
| 2007-08  | Regionalliga Süd    | 8         | Non qualificata  |
| 2008-09  | 3. Liga             | 5         | —                |
| 2009-10  | 3. Liga             | 8         | —                |
| 2010-11  | 3. Liga             | 20        | —                |
| 2011-12  | Regionalliga Süd    | 14        | —                |
| 2012-13  | Regionalliga Bayern | 2         | —                |
| 2013-14  | Regionalliga Bayern | 1         | —                |
| 2014-15  | Regionalliga Bayern | 2         | —                |
| 2015-16  | Regionalliga Bayern | 6         | —                |
| 2016-17  | Regionalliga Bayern | 2         | —                |
| 2017-18  | Regionalliga Bayern | 2         | —                |
| 2018-19  | Regionalliga Bayern | 1         | —                |
| 2019-20  | 3. Liga             | 1         | —                |
| 2020-21  | 3. Liga             | 17        | —                |
| 2021-22  | Regionalliga Bayern | 2         | —                |
| 2022-23  | Regionalliga Bayern | 3         | —                |
| 2023-24  | Regionalliga Bayern | 6         | —                |

## Organico

### Rosa 2019-2020
Aggiornata al 12 febbraio 2021
| N. |                        | Ruolo | Calciatore                  |
| -- | ---------------------- | ----- | --------------------------- |
| 1  | Germania (bandiera)    | P     | Ron-Thorben Hoffmann        |
| 2  | Francia (bandiera)     | D     | Rémy Vita                   |
| 3  | Germania (bandiera)    | D     | Angelo Mayer                |
| 4  | Germania (bandiera)    | D     | Josip Stanišić              |
| 5  | Germania (bandiera)    | D     | Nicolas Feldhahn (capitano) |
| 6  | Portogallo (bandiera)  | C     | Tiago Dantas                |
| 9  | Germania (bandiera)    | A     | Fiete Arp                   |
| 10 | Germania (bandiera)    | C     | Timo Kern                   |
| 11 | Germania (bandiera)    | A     | Nicolas-Gerrit Kühn         |
| 12 | Germania (bandiera)    | P     | Michael Wagner              |
| 13 | Germania (bandiera)    | D     | Kilian Senkbeil             |
| 14 | Germania (bandiera)    | A     | Lenn Jastremski             |
| 15 | Germania (bandiera)    | D     | Alexander Lungwitz          |
| 17 | Stati Uniti (bandiera) | A     | Malik Tillman               |
| 18 | Germania (bandiera)    | C     | Maximilian Zaiser           |

| N. |                        | Ruolo | Calciatore            |
| -- | ---------------------- | ----- | --------------------- |
| 19 | Germania (bandiera)    | C     | Maximilian Welzmüller |
| 21 | Germania (bandiera)    | D     | Lenny Borges          |
| 22 | Germania (bandiera)    | D     | Steve Breitkreuz      |
| 23 | Germania (bandiera)    | P     | Lukas Schneller       |
| 24 | Germania (bandiera)    | C     | Christopher Scott     |
| 25 | Germania (bandiera)    | C     | Torben Rhein          |
| 30 | Lettonia (bandiera)    | C     | Daniels Ontužāns      |
| 35 | Stati Uniti (bandiera) | D     | Justin Che            |
| 38 | Germania (bandiera)    | C     | Angelo Stiller        |
| 40 | Germania (bandiera)    | D     | Jamie Lawrence        |
| 41 | Germania (bandiera)    | A     | Armindo Sieb          |
| 43 | Germania (bandiera)    | A     | Nemanja Motika        |
| 44 | Germania (bandiera)    | D     | Dennis Waidner        |